# Marika Lindholm

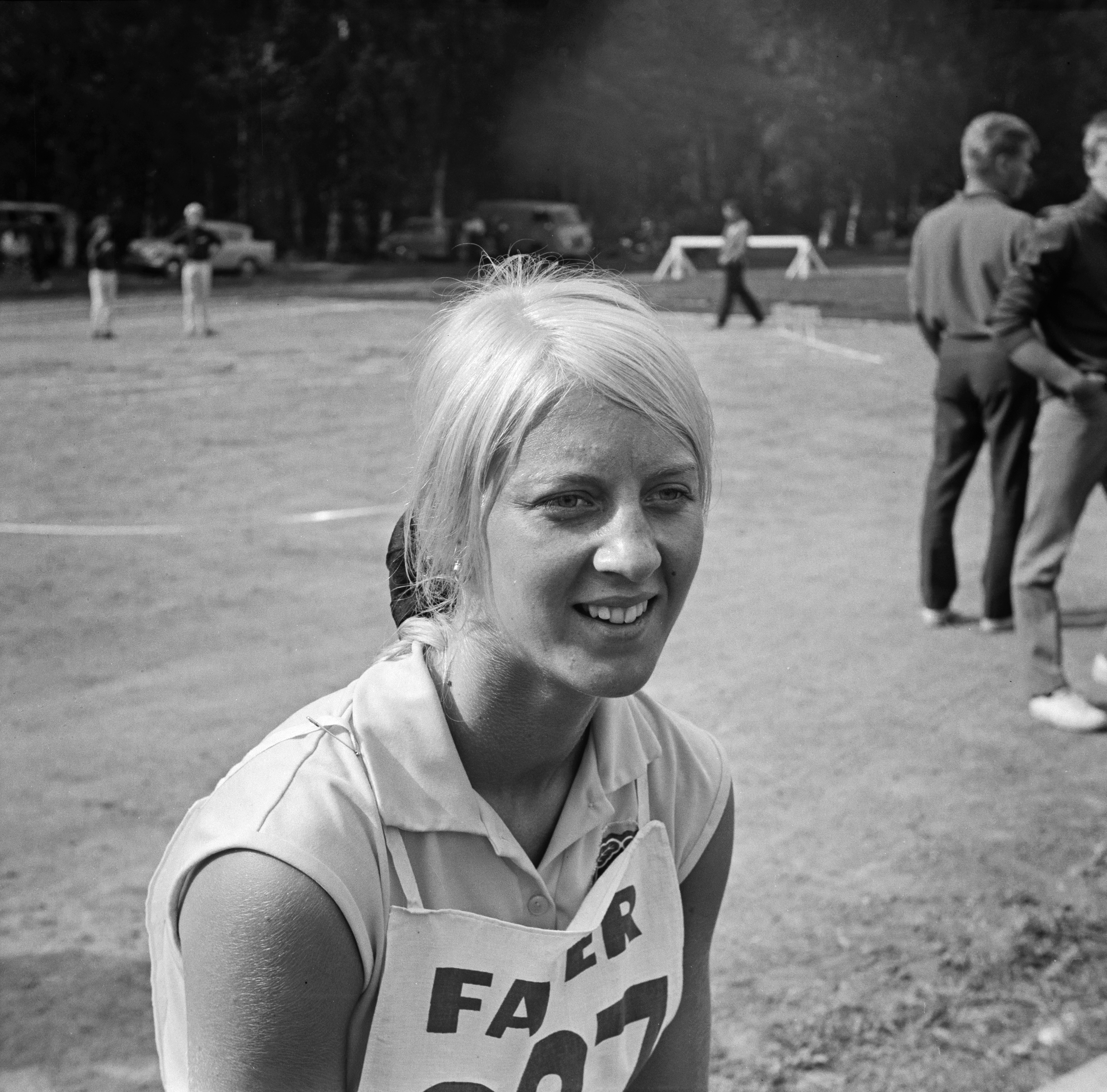
Marika Eklund 1966.

Marika Lindholm (Marika Irene Lindholm; geb. Eklund; * 14. April 1948 in Hanko) ist eine ehemalige finnische Sprinterin.
1971 wurde sie bei den Europameisterschaften in Helsinki Sechste über 400 Meter und Siebte in der 4-mal-400-Meter-Staffel.
Bei den Olympischen Spielen 1972 in München wurde sie Siebte in der 4-mal-400-Meter-Staffel. Über 400 Meter schied sie im Viertelfinale und in der 4-mal-100-Meter-Staffel im Vorlauf aus.
1974 gewann sie bei den Europameisterschaften in Rom Silber in der 4-mal-400-Meter-Staffel.
Bei den Olympischen Spielen 1976 in Montreal wurde sie Sechste in der 4-mal-400-Meter-Staffel und erreichte über 400 Meter das Viertelfinale.
1971 wurde sie Finnische Meisterin über 200 Meter und 400 Meter.

## Persönliche Bestzeiten
- 100 m: 11,6 s, 1971
- 200 m: 23,5 s, 10. Juli 1971, Kauniainen
- 400 m: 52,7 s, 4. September 1971, München